# Michaił Awierbach
Michaił Awierbach (ros. Михаил Иосифович Авербах, ur. 17 maja?/29 maja 1872 w Mariupolu, zm. 29 lipca 1944 w Moskwie) – radziecki naukowiec, akademik, specjalista w dziedzinie oftalmologii.
W 1980 ukończył gimnazjum w Mariupolu, następnie do 1895 studiował na Wydziale Medycznym Uniwersytetu Moskiewskiego, w 1900 uzyskał stopień doktora nauk medycznych. Pracował w Głównym Szpitalu im. Aleksiejewów. W 1935 otrzymał tytuł Zasłużonego Działacza Nauki. W 1943 został laureatem Nagrody Stalinowskiej.

## Członkostwo w akademiach
- akademik Rosyjskiej Akademii Nauk od 29 stycznia 1939[1].